# Molí del Piteu
El Molí del Piteu és un antic molí del terme municipal d'Isona i Conca Dellà situat en el poble d'Isona, de l'antic terme del mateix nom.
Està situat a l'esquerra del barranc de la Colomera, al sud-oest de l'extrem occidental de la vila d'Isona, al sud-oest del Molí del Gil.